# Рослін (ураган, 2022)
Ураган «Рослін» (англ. Hurricane Roslyn) — потужний тропічний циклон 4 категорії, який став найсильнішим тихоокеанським ураганом після урагану Кенна в 2002 році. Дев’ятнадцятий названий шторм, десятий ураган і четвертий великий ураган у тихоокеанському сезоні ураганів 2022 року.
Ураган підштовхнув мексиканський уряд до випуску попереджень для Західної Мексики. Понад 270 людей евакуювали через ураган, багато заходів призупинили. Близько 150 000 людей були знеструмлені, щонайменше 5 000 будинків були пошкоджені. Четверо людей загинули, завдано незначних пошкоджень.

## Метеорологічна історія

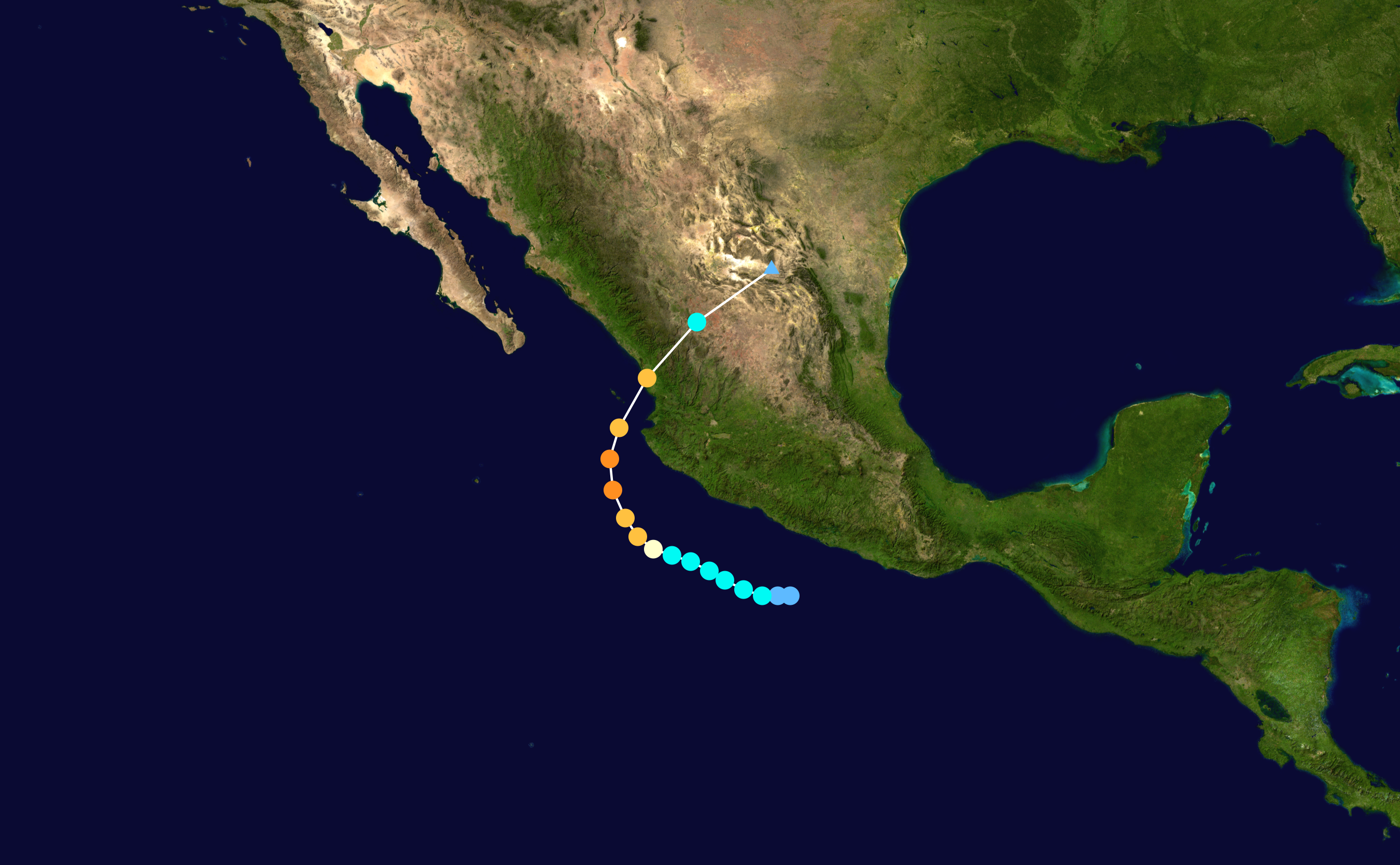
Карта шляху і інтенсивності Урагану Рослін за шкалою Саффіра-Сімпсона

16 жовтня Національний центр спостереження за ураганами (NHC) почав моніторинг півдня південного узбережжя Мексики, де протягом кількох днів, як очікується, сформується зона низького тиску. Прогнозується, що поступовий розвиток буде сприятливим. Утворилася зона низького тиску, що спричинило велику кількість злив і гроз. Дані супутникового вітру вказують на те, що циркуляція стає чіткішою.
Рано 20 жовтня система перетворилася на тропічну депресію, отримавши позначення 19-E о 03:00 UTC. До 15:00 UTC система посилилася до тропічного шторму Рослін. Супутникові знімки показали утворення конвективної смуги у східній частині, де Рослін стає трохи краще організованою. Глибока конвекція зросла поблизу центру системи. Чітко виражена центральна щільна хмарність, розташована в центрі шторму. NHC оцінив, що шторм посилився до урагану 1 категорії за шкалою Саффіра-Сімпсона 22 жовтня та швидко посилився до урагану 2 категорії.
Всього через 6 годин ураган «Рослін» став ураганом третьої категорії, оскільки утворилася очна стінка та чітке око. Рослін досяг піку інтенсивності як потужний ураган 4 категорії з максимальною стійкістю вітру130 миль/год (215 км/год). Циклон залишався сильним ураганом з глибокою конвекцією, яка була надзвичайно інтенсивною, і симетричною щільною хмарністю в центрі. О 09:00 UTC наступного дня сила Росліна ослабла до 3 категорії, оскільки хмарність стала менш округлою, а око стало затемненим.
Ураган вийшов на узбережжя біля Санта-Круза в північному Наяріті об 11:20 UTC вітер  досягав 120 миль/год (195 км/год). Посилення південно-західного вертикального зсуву вітру та гірський рельєф Мексики спричинили ослаблення системи до тропічного шторму. 24 жовтня о 00:00 UTC Рослін був переведений у тропічну депресію Пізніше того ж дня низька циркуляція розсіялася над східно-центральною Мексикою. Залишок вологи та енергію верхнього рівня потім потягнув на північ до Техасу холодний фронт, що просувався на південь і центральну частину США.

## Підготовка та наслідки

Урагану Рослін, що досягає штату Наярит, а потім швидко слабшає 23 жовтня

В очікуванні Росліна уряд Мексики опублікував попередження про тропічний шторм для узбережжя Мансанільйо з Кабо-Корріентес. Уряд також оголосив попередження про ураган від Плайя-Перула до Сан- Бласа. Офіційні особи оголосили  надзвичайний стан у провінціях: Халіско, Коліма, Наярит і Сіналоа. Кілька сотень людей були евакуйовані з Ла-Уерта. П'ять притулків для надзвичайних ситуацій було створено в Пуерто-Вальярта. Протягом усіх вихідних у прибережних містах були припинені шкільні та туристичні заходи. Однак це не могло зупинити туристів, які стікаються на курорти. Одинадцять муніципалітетів у Наяріті та Дуранго оголосили «червону» тривогу. Міністр громадської безпеки Беніто Родрігес Мартінес заявив, що 3000 людей були евакуйовані зі своїх будинків у муніципалітетах Сантьяго Ікскуінтла та Сан-Блас.
У Наяріті були затопленні автомобілі, а дахи та зовнішнє покриття отримали значні пошкодження. У Тепіку, столиці Наяріту, дерева були повалені та затоплені деякі вулиці, а місцеве шосе було заблоковано через зсув. Щонайменше 5000 будинків були пошкоджені. Четверо людей загинули, у тому числі 80-річний чоловік, який загинув, коли на нього впала балка з даху, і дві жінки в результаті обвалу будівель. Керівник місцевої служби цивільного захисту Адріан Бобаділла заявив, що збитки незначні, процитувавши:  «Найбільший вплив спричинили штормові хвилі, на деякій частині пляжної інфраструктури але ми не зазнали значних збитків».
Рослін приніс високі хвилі та сильний дощ у Пуерто-Вальярту.  Близько 150 000 людей по всій Мексиці залишилися без електрики.  У Сіналоа сильний вітер повалив електропроводку, дерева та стовпи, залишивши багатьох без електрики. У Пуерто-Вальярта повідомлялося про раптові повені та збої в електропостачанні. Губернатор Халіско Енріке Альфаро Рамірес заявив, що збитки від урагану були незначними.
Після шторму пляжі були закриті на невизначений термін. Сім'ї були переселені до тимчасових притулків у Сан-Бласі.  Надано допомогу 33 особам Федеральна комісія з електроенергії (CFE) відновила 63% електроенергії в трьох штатах. У штатах Халіско, Сіналоа, Коліма та Наяріт було введено в дію план DN-III-E , який передбачає надання допомоги при стихійних лихах і план порятунку. Щонайменше 70 мільйонів мексиканських доларів було виділено на реконструкцію районів у Наяріті.  Мексиканський Червоний Хрест надавав допомогу сім'ям. Уряд Ескуінапи відправлено 5000 тонн, в тому числі продовольчі товари постраждалим від урагану.